# Słomniki
Słomniki é um município da Polônia, na voivodia da Pequena Polônia e no condado de Cracóvia. Estende-se por uma área de 3,34 km², com 4 349 habitantes, segundo os censos de 2016, com uma densidade de 1267,9 hab/km².